# It.arti.cartoni
it.arti.cartoni è un newsgroup della gerarchia it.*, originariamente creato nel 1995 con il nome di it.spettacolo.cartoni, e tuttora esistente. Esso ospita discussioni su tutto ciò che riguarda il mondo dei cartoni animati e del cinema di animazione, in prevalenza - ma non soltanto - giapponesi.

## Storia
it.arti.cartoni (spesso abbreviato come IAC) è uno dei primi gruppi di discussione creati nella gerarchia Usenet italiana; la proposta fu presentata l'11 luglio 1995 per iniziativa di Andrea Controzzi e Andrea Sciabà, con il nome di it.spettacolo.cartoni. Dopo alcuni mesi, nell'ambito di una riorganizzazione generale della gerarchia, il nome del gruppo fu modificato in quello definitivo.
In breve tempo it.arti.cartoni diventò un gruppo molto seguito, risultando spesso il più trafficato gruppo del mese tra il 1996 e il 1998. Il gruppo finì per concentrarsi soprattutto su anime e manga, che assorbono la maggior parte dell'attenzione degli appassionati, provocando la nascita di vari altri gruppi concentrati su singole serie di animazione o singoli autori. In seguito a divergenze di opinione sull'organizzazione delle discussioni, nacquero anche gruppi concorrenti ma differenti per approccio, come it.arti.cartoni.anime e it.arti.cartoni.animati.
Con il trascorrere del tempo molti dei partecipanti originali persero interesse e il traffico del gruppo cominciò a declinare; esso continua tuttavia a essere utilizzato ancora oggi.

## Incontri
Il gruppo, nella sua fase di maggiore attività, si caratterizzò per l'organizzazione di numerosi raduni dal vivo, di norma a margine delle maggiori fiere italiane del settore, e in particolare di Lucca Comics; essi videro talvolta la partecipazione di autori, doppiatori ed addetti ai lavori del panorama nazionale, come Fabrizio Mazzotta, Michele Gelli e Simona Stanzani; si caratterizzarono per l'elevata partecipazione (da cento persone in su). Dal gruppo nacque inoltre un frequentato canale IRC, sulla rete di server Azzurra, denominato #iac.

## Progetti
it.arti.cartoni si distinse per il grande numero di progetti e attività collaterali che vennero lanciate dai suoi partecipanti. Alcuni di questi progetti ebbero rilevanza ben al di fuori di Usenet, come il Progetto Prometeo, che raccolse e diffuse in formato MP3 le sigle italiane dei cartoni animati degli anni '70 e '80. Il server Kame dell'Università di Milano e il Sito degli studenti del Politecnico di Torino divennero inoltre sede di altro materiale collezionato dal gruppo, come ampie raccolte di immagini di anime e manga. Dal newsgroup nacque inoltre l'ADAM Italia (Associazione Difesa Anime e Manga).
Un'altra associazione attiva tuttora è il gruppo delle "Brigate Takahashi", gruppo nato dalla passione di uno sparuto gruppo per i cartoni (prima) e per i manga (dopo) ispirati e nati dalla penna di Rumiko Takahashi (Lamù, Maison Ikkoku, Ranma ½, Inuyasha). Il gruppo si è successivamente evoluto ed espanso, e memorabili sono le discussioni (spesso litigi molto pesanti) nate con il gruppo rivale, il GEDAM (Gruppo Eversivo Degli Antifan Maison (Ikkoku)).
Attualmente il gruppo si tiene in contatto tramite Mailing-List, usata anche per organizzare manifestazioni private (quali cene a casa di membri), e pubbliche (quali il Rumicon).
Altri progetti erano goliardici, come GNAGNA, un sistema di intelligenza artificiale che spesso inviava messaggi al gruppo.
Il progetto che ha avuto maggior rilevanza esterna è però "Evanghelion", il ridoppiaggio dei primi due episodi della serie Neon Genesis Evangelion, realizzato, dopo anni di progettazione e lavorazione, nel 2002.
L'ultimo progetto in corso è la creazione di un wiki chiamato wikIAC, una sorta di compendio della saggezza popolare sui cartoni animati e su chi li guarda.